# Публий Корнелий Тацит
 Тази статия е за историка Тацит.  За римския император вижте Марк Клавдий Тацит.  
Публий Корнелий Та̀цит (или Гай) (на латински: Publius Cornelius Tacitus, Gaius) е известен римски историк и политик. Оцелелите откъси от неговите произведения „Диалог“ и „Анали“ проследяват управлението на тримата римски императори Тиберий, Клавдий и Нерон, както и на императорите управлявали в годината на четиримата императори. Заедно с изгубените части, тези произведения описват историята на Римската империя от смъртта на нейния основател Август през 14 г. до смъртта на император Домициан през 96 г.
„Анали“ е един от най-ранните светски исторически записи, в които се споменава Христос, което Тацит прави във връзка с преследването на християните от Нерон.

## Житейски път
Тацит вероятно е роден в южна Галия в знатно семейство. Образованието, което получава, е обичайно за човек, имащ намерение да се посвети на държавна служба. Първото му назначение е при Веспасиан. След това е квестор, претор (през 88 г., е в комисията от чиновници, отговарящи за провеждането на Стогодишните игри в чест на основаването на града), и през 97 г. е консул в Рим. Вероятно е управлявал малка провинция в периода от 89 г. до 93 г., а в периода 112 – 113 г. е заемал по-отговорния пост на проконсул на провинция Азия. Тацит е смятан за един от най-видните римски юристи. Умира през 120 година в Рим, Италия.

## Произведения
На 26 години Тацит написва произведението „Диалог“ (на латински: Dialogus de oratoribus) – драматизиран трактат, в който няколко известни юристи от епохата на Веспасиан обсъждат промените в риторическия стил и съдебната процедура от времето на Цицерон.
Скоро след създаването на Диалога започва период на цензура и репресии. Тацит вече е женен за Юлия Агрикола, дъщеря на Домиция Децидиана и римския генерал Гней Юлий Агрикола, който седем години управлява Британия, докато през 83 г. не е отзован от Домициан. През 98 г. Нерва и Траян слагат край на репресиите и Тацит публикува биографията на Агрикола De vita et moribus Iulii Agricolae. Освен хвалебствена биография, в произведението е вплетено географско описание на британските народи и историята на покоряването им от римляните.
През същата година Тацит публикува още един неголям трактат De origine moribus ac situ Germanorum, който съдържа описание на земите, народите и обичаите на Германия.
От 98 г. до 116 г. Тацит създава своите две основни произведения – „История“ (Historiae) и Анали (Annalium ab excessu divi Augusti). Първото обхваща събитията от смъртта на Нерон до възцаряването на Нерва., второто е за епохата от 68 г. до 96 г., но в оцелелите книги е описана гражданската война през 69 г.-70 г. „Аналите“ е писана в края на живота му и описва историята на Рим след смъртта на император Август до края на управлението на Нерон. Тя също е запазена само частично.
След три века Свети Йероним цитира двете съчинения, като едно произведение от 30 тома – историята има 14 тома, от които са оцелели първите 4 и част от 5-ия. Те описват гражданската война 68 г. – 69 г. и началото на обсадата на Йерусалим от Тит. Аналите се състояли от 16 тома, като почти напълно са съхранени първите шест и частично от 11 до 14 том. Те описват управлението на Тиберий, Клавдий и Нерон.

## Забележки
1. ↑  Корнелий Тацит. Германия, превод Димитър Дечев.   София, Образование, 1918.
2. ↑  Приблизително
3. ↑  Това название дал на „Аналите“ самия Тацит. Заглавието „Анали“ е дадено на труда му в по-ново време